# Jark
Jark (persiska: جرک) är en ort i Iran.   Den ligger i provinsen Kerman, i den centrala delen av landet, 800 km sydost om huvudstaden Teheran. Jark ligger 2 247 meter över havet och antalet invånare är 179.
Terrängen runt Jark är huvudsakligen kuperad, men söderut är den bergig.Runt Jark är det glesbefolkat, med 13 invånare per kvadratkilometer. Närmaste större samhälle är Ḩorjand, 3,1 km väster om Jark. Trakten runt Jark är ofruktbar med lite eller ingen växtlighet.